# Broken Bones
Broken Bones — британская рок-группа, образовавшаяся в 1983 году в Сток-он-Тренте, Англия, и исполнявшая стрит-панк/прото-трэш (позже — с элементами хэви метал), во многом в духе Discharge, группы, где играл основатель Broken Bones гитарист Тони «Боунз» Робертс. Три сингла и два альбома Broken Bones входили в UK Indie Singles Top 20, дебютный Dem Bones поднялся здесь до #5 (1984).
Рецензент Trouser Press, несколько скептически оценив уровень интеллигентности текстов группы (участники которой «…пусть и не в ладах с правописанием, зато точно знают по какому концу колотить гитары»), определил её стиль как «раннюю и чисто британскую платформу между первобытным панком — играют BB слишком медленно — и современным металлом (для которого они слишком тематичны и пламенны», отметив: «Broken Bones, возможно, — новый ответ MC5. Или — ещё одни желающие стать новыми Black Sabbath».
Считается, между тем, что Broken Bones оказали заметное влияние на развитие хардкора и трэша; их упоминали в числе влияний Metallica и Slayer.

## История группы
В первый состав Broken Bones вошли, кроме Боунза, его брат, бас-гитарист Тезз Робертс (также бывший участник Discharge), вокалист Нобби (англ. Nobby) и барабанщик Бэзз (англ. Bazz). После выпуска двух синглов, «Decapitated» (#10, 1984, UK Indie Chart) и «Crucifix» (#12, 1984), Тезз перешёл в U.K. Subs и басистом стал роуди Ходди (англ. Hoddy). В этом составе группа записала альбом Dem Bones (#5 UK Indie Charts) и провела турне по Европе и США.
Ходди затем перешёл в Conflict, на его место вернулся Тезз, и с ним группа записала «полуконцертный» F.O.A.D. («…о заголовке которого достаточно будет сказать, что три из четырех букв означают … Off And Die» — Trouser Press), обеспечивший группе нишу в «до-динозавровом эшелоне indie metal». С этого момента состав группы часто менялся: Тезз, Нобби и Ходди уходили и возвращались, группа распадалась и реформировалась, постепенно все более смещаясь к металлической зоне жанрового спектра.
Начиная с 1996 года Broken Bones выступали в составе: Боунз, Квив (Quiv, вокал), Ходди и Дэйв: в 2001 году квартет выпустил Without Conscience, свой первый альбом за восемь лет, за которым последовал Time For Anger, Not Justice (2004). Обе пластинки были расценены критикой и аудиторией как возвращение к «корням», раннему хардкору, который в своё время и принёс группе известность.

## Дискография
| - 1984 Dem Bones (#5 UK Indie Charts) - 1984 I..O..U….Nothing - 1985 Live at the 100 Club - 1985 Bonecrusher (U.S.) - 1987 °F.O.A.D - 1987 Trader in Death (#21) - 1989 Losing Control - 1991 Stiched Up - 2001 Without Conscience - 2004 Time For Anger, Not Justice - 2010 Fuck You and All You Stand For | - 1983 «Decapitated» (#10) - 1983 «Crucifix» (#12) - 1985 «Seeing Through My Eyes» (#6) - 1986 «Never Say Die» (#23) - 1992 «Religion is Responsible» - 2003 «No One Survives» - 2004 «Time For Anger, Not Justice» |  |